# Cazalrenoux
Cazalrenoux – miejscowość i gmina we Francji, w regionie Oksytania, w departamencie Aude.
Według danych na rok 1990 gminę zamieszkiwało 70 osób, a gęstość zaludnienia wynosiła 5 osób/km² (wśród 1545 gmin Langwedocji-Roussillon Cazalrenoux plasuje się na 831. miejscu pod względem liczby ludności, natomiast pod względem powierzchni na miejscu 569.).

## Zabytki
Zabytki w miejscowości posiadające status Monument historique:
- kościół Notre-Dame (Église Notre-Dame)